# 文建武
文建武（1911年—1951年1月15日），原名文佩武，湖北罗田人，中国共产党军事将领。
文建武于1930年加入工农红军，翌年加入中国共产党。历任红一军班长、排长，红四军第十一师连长、营长、团长，红三十军参谋长、参谋主任等职。1935年，调任红四方面军前方供给部部长、兵站部部长。抗战期间，其所在部队被改编为八路军一二九师，他出任该师司令部作战科科长。其后，又历任冀南军区参谋长、一二九师新编七旅政委、冀南军区第四军分区兼新四旅政委、第六军分区政委、新四军五师参谋长、鄂豫皖湘赣军区参谋长等职。第二次国共内战期间，先后担任鄂豫皖野战军司令员、中原军区第二纵队司令员、鄂豫陕军区司令员。1947年，出任晋冀鲁豫野战军第十二纵队政委、司令员。翌年，改任中原军区豫西军区副司令员、河南军区副司令员兼参谋长。1951年，因癌症病逝于北京。

## 生平

### 早年经历
1928年参加皖西秘密的农民运动。1929年11月参加六霍起义，1930年参加中国工农红军。1931年加入中国共产党。曾在红十一军三十三师、红一军第二师任战士、班长、排长。1931年起，历任红四军第十一师连长、营长、团参谋长等职，参加鄂豫皖革命根据地历次反围剿战役。1932年10月，文建武随红四方面军主力入川。1933年7月部队扩编，任红三十军师参谋长、军参谋主任等职。1935年5月，文建武参加长征，后调任红四方面军前方供给部部长，主持部队的供应工作。1936年4月改任红四方面军兵站部部长。

### 抗日战争时期
抗日战争爆发后，文建武任八路军129师司令部作战科科长。1938年12月，任冀南军区参谋长。1940年5月调任129师新编第七旅政治委员，参加百团大战。1942年6月任新四旅政治委员，不久兼冀南军区第四军分区政治委员，并兼任中共冀南四地委书记。1943年改任冀南军区第六军分区政治委员兼中共冀南六地委书记，指挥反扫荡作战。1945年1月，文建武调任新四军第五师参谋长兼鄂豫皖湘赣军区参谋长。

### 第二次国共内战时期
抗日战争胜利后，任新四军第五师野战军司令员，11月改任中原军区第二纵队司令员，参加中原突围作战。1946年8月，任鄂豫陕军区司令员。1947年初，由于外线作战和疾病折磨，身体已很虚弱，经领导劝说，才离职住院。1947年2月20日随鄂豫陕军区野战纵队北渡黄河，转入晋冀鲁豫边区。7月任晋冀鲁豫野战军第十二纵队政治委员。1948年6月任豫西军区第一副司令员。1948年9月，文建武任豫西军区支前司令部司令员，组织淮海战役支前工作。1949年3月，文建武任河南军区副司令员兼参谋长。5月，华中局指示河南省委、河南军区，立即派部队进山剿匪，肃清匪患，稳定河南形势与社会秩序。6月，河南省委将陕州和洛阳两个专区作为全省的剿匪重点，陕州专区为重点中的重点。7月2日，陕洛剿匪指挥部和陕洛工委成立，文建武任指挥部司令员和工委书记。7月17日，文建武针对陕洛地区匪情，提出半年内完成剿匪的方针、步骤：“总的方针是以政治为主，军事为辅，有重点、有步骤地彻底肃清土匪。第一阶段，8月、9月完成北面剿匪；第二阶段，10月、11月、12月转入伏牛山清剿。在方法上，第一步以军事为主打开局面，结合政攻，追歼散匪；第二步，有重点地分散扎下梅花桩（剿匪基点）分散清剿；第三步，深入发动群众，开展反匪反霸，挖掉匪根。”接着，他还分析归纳出土匪有六怕：“怕奔袭包围，怕纠缠不放，怕离乡背井，怕沙里淘金，怕我们换上便衣，怕当地熟人”，以鼓舞士气。部署和指挥了长达5个多月的剿匪战役。进剿开始，溃逃至陕洛地区的土匪4万余人，其中陕州地区27000余人，枪3万支以上。明确指示：“乡、村无捕人权，杀人权限归地委，还要经过法庭审判。”经过5个月的奋战，剿匪斗争胜利结束，陕州地区共歼灭土匪70余股，计27000余人，缴获枪支28000余支，破获国民党特工小组13个。

### 中华人民共和国成立后
1949年11月，文建武调任第二十一兵团副司令员兼参谋长。
豫西剿匪胜利在望时，文建武的癌症已到晚期，剧烈的疼痛满头大汗，在床上打滚，只好让警卫员们用拳头顶着腹部止痛。直到基本完成豫西剿匪任务，才被送进医院。
1950年国庆节，文建武在病床上给女儿的信中写道：“亲爱的孩子，我是病得九死一生了……本来，我不怕牺牲，但又不愿这样死，因为革命事业尚未完成，还得继续奋斗。”1951年1月15日，因癌症在北京逝世。